# Chamaeangis
Chamaeangis é um género botânico pertencente à família das orquídeas (Orchidaceae).

## Lista de espécies
- Chamaeangis gabonensis Summerh. (1958).
- Chamaeangis gracilis (Thouars) Schltr. (1915).
- Chamaeangis ichneumonea (Lindl.) Schltr. (1918).
- Chamaeangis lanceolata Summerh. (1958).
- Chamaeangis lecomtei (Finet) Schltr. (1918).
- Chamaeangis letouzeyi Szlach. & Olszewski (2001).
- Chamaeangis odoratissima (Rchb.f.) Schltr. (1915).
- Chamaeangis pauciflora Pérez-Vera (2003).
- Chamaeangis sarcophylla Schltr. (1915).
- Chamaeangis thomensis (Rolfe) Schltr. (1918).
- Chamaeangis vagans (Lindl.) Schltr. (1918).
- Chamaeangis vesicata (Lindl.) Schltr. (1918).